# Ludwik Hammerling
Ludwik Mikołaj Hammerling, ang. Louis N. Hammerling (ur. 23 marca 1874 w Drohojowie, zm. 27 kwietnia 1935 w Nowym Jorku) – przedsiębiorca, właściciel ziemski, senator I kadencji w II RP z okręgu Lanckorony z PSL „Piast”.

## Życiorys
Był pochodzenia żydowskiego. W 1886 wyemigrował do Stanów Zjednoczonych, gdzie udzielał się w polityce po stronie Republikanów w Pensylwanii i Nowym Jorku. W 1908 założył firmę medialną American Association of Foreign Language Newspapers w Nowym Jorku. Znany jako Louis N. Hammerling, żeby dostać obywatelstwo amerykańskie złożył fałszywe dokumenty, które stwierdzały, że urodził się na Hawajach. Jego obywatelstwo amerykańskie zostało anulowane w 1924.
Wrócił do Polski w 1921, trzy lata po odzyskaniu przez Polskę niepodległości. Został wybrany do senatu w I kadencji w 1922. Jako właściciel majątku Brody w powiecie wadowickim był gospodarzem spotkania, w którym w 1923 przywódcy PSL „Piast”, Związku Ludowo-Narodowego i Chrześcijańskiej Demokracji negocjowali pakt lanckoroński, w efekcie którego doszło do powstania pierwszego rządu Chjeno-Piasta. Sąd marszałkowski zarzucił Hammerlingowi, że w czasie pobytu w USA nie przyznawał się do polskości i prowadził akcję korzystną dla Niemiec.
W 1928 powrócił na stałe do Stanów Zjednoczonych z paszportem dyplomatycznym.
Zmarł 27 kwietnia 1935 w wyniku wypadku lub  samobójstwa – wypadł z 18. piętra budynku.
Żonaty z Klarą Szechter, a następnie z Zofią z Brzezickich, właścicielką znanego w Krakowie Hotelu Pod Różą. Z pierwszą żoną miał troje dzieci: Maxa, Emmanuela i Jamesa Hammerlinga. Z drugą żoną miał syna Louisa Hammerlinga.